# Ecgric de Estanglia
Ecgric (muerto circa 636) fue rey de Estanglia, el reino anglosajón independiente que hoy incluye los condados ingleses de Norfolk y Suffolk. Pertenecía a la dinastía de los Wuffingas, aunque se desconoce su parentesco exacto. Anna de Estanglia pudo haber sido su hermano, o su primo. También se ha sugerido que fuera la misma persona que con Æthelric, que se casó con Hereswith y fue padre de Ealdwulf de Estanglia. La fuente primaria para lo poco que sabemos sobre Ecgric es Historia ecclesiastica gentis Anglorum de Bede.
En los años que siguieron al reinado de Rædwald y al asesinato de su hijo y sucesor Eorpwald en torno a 627, Estanglia perdió su dominancia sobre otros reinos anglosajones. Tres años después de la muerte de Eorpwald a manos de un pagano, el pariente de Ecgric, Sigeberht regresó del exilio y ambos gobernaron conjuntamente el país, con Ecgric quizás gobernando el norte del reino. Sigeberht consiguió restablecer el cristianismo en Estanglia, pero Ecgric puede haber seguido siendo pagano, ya que Bede alaba únicamente a Sigeberht. Ecgric gobernó en solitario tras la retirada de Sigeberht a su monasterio en Beodricesworth alrededor de 634: también se ha sugerido que fuera un sub-rey que sólo se convirtió en rey tras la abdicación de Sigeberht. Ambos, Ecgric y Sigeberht murieron en batalla alrededor de 636, en una ubicación desconocida, cuando Estanglia se vio obligada a defenderse de los ataques militares de Mercian encabezados por Penda. Ecgric, cuya tumba puede haber sido el barco funerario bajo el Túmulo 1 de Sutton Hoo, fue sucedido por Anna.

## Identidad Wuffinga
Ecgric era miembro de la familia de los Wuffingas, pero su linaje exacto nos es desconocido, ya que la única información disponible es Bede, que le nombra cognatus o 'kinsman' de Sigeberht. William de Malmesbury contradice a Beda, declarando que Sigeberht era hijastro de Rædwald. El nombre de Sigeberht no es de origen estangliano, sino Franco. Rædwald pudo haber exiliado a su hijastro, con objeto de proteger la herencia de su hijo Ecgric, que era de su estirpe.
Ha sido sugerido por Sam Newton que Ecgric puede ser de hecho Æthelric, un hijo de Eni cuyos descendientes se convertirían en reyes de Estanglia. El hijo de Æthelric, Ealdwulf gobernó entre 664 a 713. Tras la muerte de Ecgric, otros tres hijos de Eni gobernaron sucesivamente antes de Ealdwulf, una indicación que la línea de Raedwaldestaba extinta. El matrimonio de Æthelric con Hereswith sugiere que se esperaba que gobernara Estanglia y pudo haber sido promovido por Edwin antes de 632. Æthelric había muerto aparentemente hacia 647, momento en el que Anna ya gobernaba y Hereswith había ido a Galia para ingresar en la vida religiosa. Por tanto ha sido argumentado que Æthelric y Ecgric eran de hecho la misma persona, una sugerencia que ha sido discutida por Barbara Yorke, que afirma que los dos nombres son demasiado distintos para ser compatibles.

## Mandato conjunto
El hijo (o hijastro) de Rædwald, Sigeberht implantó nuevamente el cristianismo en Estanglia a su regreso del exilio en la Galia. Su asunción de poder puede haber implicado una conquista militar. Su reinado estuvo dedicado a la conversión de su pueblo, el establecimiento de la sede de Dommoc como el obispado de Félix de Borgoña, la creación de una escuela de letras, la dotación de un monasterio para Fursey y la construcción del primer monasterio de Beodricesworth (Bury St Edmunds), todo en unos cuatro años.
Durante al menos parte del reinado de Sigeberht, Ecgric gobernó conjuntamente con él.
Según Richard Hoggett, la práctica de ser gobernado por más de un rey pudo haber sido un hecho común en Estanglia, al igual que para el resto de reinos anglosajones. No obstante, Carver señala que Ecgric pudo no haber reinado conjuntamente con Sigeberht, sino que sería plausible que hubiera gobernado como sub-rey o administrador dentro de una región bajo hegemonía estangliana, sólo convirtiéndose en rey tras la abdicación de Sigebert.
En contraste con Sigebert, Ecgric parece haber permanecido pagano. No hay ninguna evidencia que fuera bautizado o que promoviera el cristianismo en Estanglia, según D. P. Kirby, que reseña que Bede no escribió nada que pudiera implicar que Ecgric era cristiano, en contraste con su elogio a los esfuerzos de Sigebert esfuerzos por restablecer el cristianismo.

## Reinado tras la abdicación de Sigeberht
En 633 los reinos cristianos habían padecido un shock doble: la muerte de Edwin de Northumbria a manos de Penda de Mercia y Cadwallon ap Cadfan, y el retiro del séquito y obispo de Edwin de York a Kent. Después de 633 la situación en Northumbria se estabilizó bajo Oswald de Northumbria, y de Estanglia se benefició junto a Northumbria de los beneficios de las misiones irlandesas de Fursey y Aidan de Lindisfarne. Sigeberht fue patrón de Fursey, y quizás poco después de su llegada Sigeberht abdicó y se retiró al monasterio de Beodricesworth. Su abdicación, que no puede ser fechada, dejó a Ecgric como único gobernante. Ecgric por tanto gobernó un reino que había sido "evangelizado en el espíritu unido de las Iglesias romanas e irlandesas", según Plunkett, quien nota que Félix habría respetado las enseñanzas irlandesas, pese a su lealtad hacia Canterbury.

## Muerte
Después de que Ecgric hubiera gobernando en solitario por dos años, Estanglia fue atacada por Penda de Mercia. La fecha de la invasión es normalmente alrededor de 636, pese a que Kirby sugiere 641. Ecgric fue capaz de reunir un ejército, descrito por Bede como opimus o espléndido. Dándose cuenta de que serían inferiores a los veteranos mercianos y recordando que Sigeberht fue una vez un dirigente enérgico y señalado, Ecgric le animó a dirigir la batalla, esperando que su presencia les ayudaría a resistir a los invasores. Después de declinar debido a su llamada religiosa, fue llevado al campo de batalla contra su voluntad. Se negó a portar armas y fue asesinado. Ecgric también perdió la vida durante la batalla y muchos de su hombres perecieron o huyeron. La ubicación del sitio de la batalla es desconocida, pero se presume que pudiera estar cerca de la frontera con los Anglos Medios.
Ecgric es un posible candidato, al igual que Rædwald, Eorpwald y Sigeberht, para ser rey enterrado en el túmulo 1 de Sutton Hoo. Rupert Bruce-Mitford sugiere que es quizás improbable que su sucesor Anna, un devoto cristiano, hubiera recibido un barco funerario, pero esto no invalida la teoría enteramente.